# Свято Христа Царя

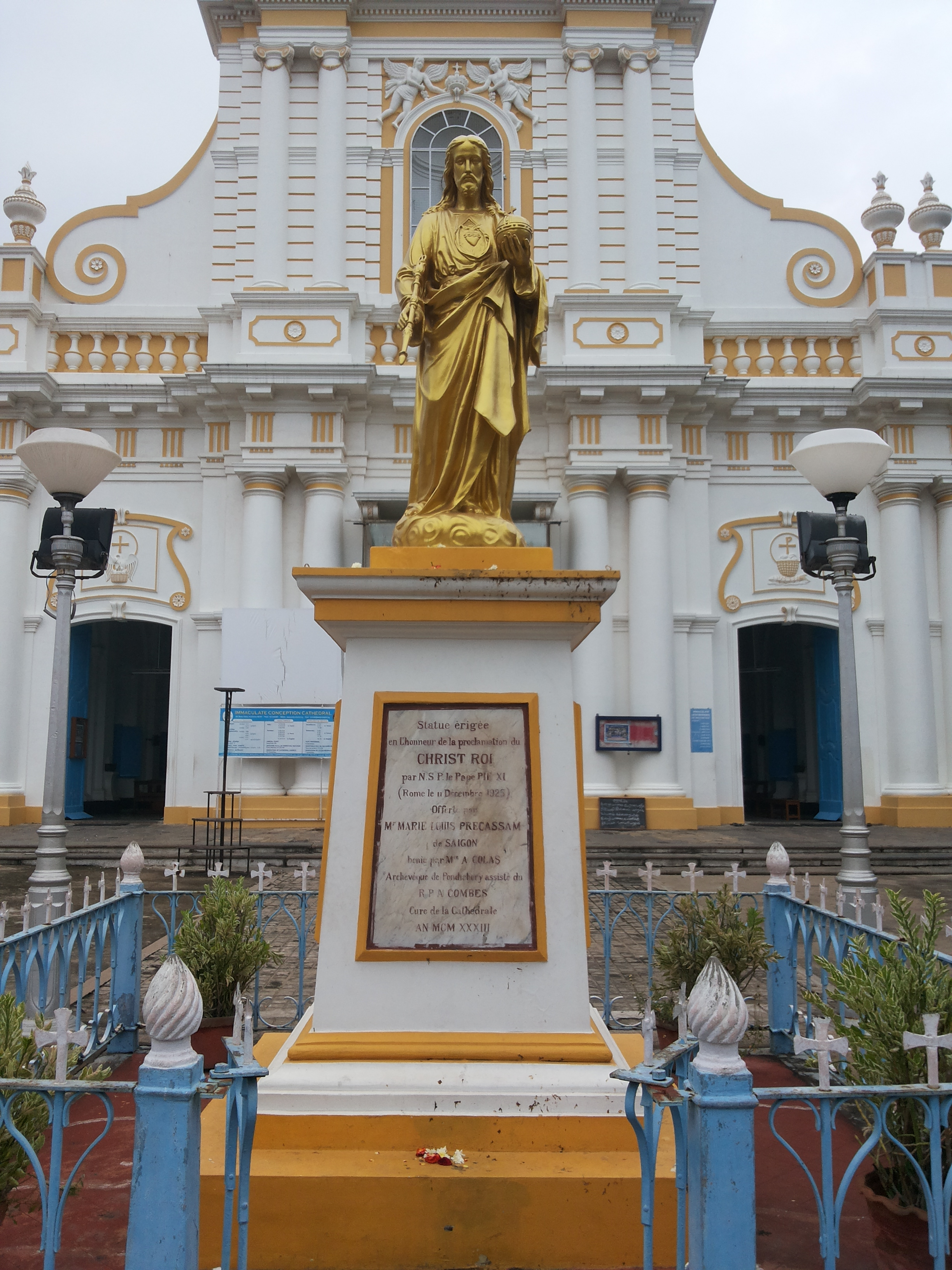
Статуя Христа Царя зі скіпетром і державою перед собором Пудучеррі, Індія

Свя́то Христа Царя — свято щорічно відзначається католицькою і деякими протестантськими церквами. 

## Святкування
Відзначається в останню неділю літургійного року (в період з 20 по 26 листопада). Має вищий статус в ієрархії католицьких свят - урочистості. В неділю, що йде за святом Христа Царя, починається Адвент (Різдвяний піст), перший період нового літургійного року. Католицькі священики, які проводять святу месу в свято Христа Царя, одягаються в білий одяг.
Англікани і деякі протестантські церкви також відзначають це свято.

## Історія
Свято Христа Царя — один з наймолодших католицьких свят, воно було встановлене папою Пієм XI 11 грудня 1925 в енцикліці «Quas Primas». Сенс свята в шануванні Христа як Царя Всесвіту. Царський титул багаторазово згаданий в Новому Завіті: «Царство Моє не від світу цього» (Ін. 18:36), «Цареві віків, нетлінному, невидимому, єдиному Богові честь і слава на віки вічні" (1 Тим. 1:17), «Цар царів і Господь пануючих» (Об. 19:16) та ін. ікони та статуї, присвячені події свята, часто містять царські регалії, такі як корона, скіпетр і держава. На честь свята освячений ряд храмів по всьому світу.
Метою встановлення свята було підняти авторитет Церкви і підкреслити нерозривний зв'язок між Христом і Церквою на тлі наступу секуляризму.
Спочатку датою свята було встановлено останню неділю жовтня. У 1969 р в ході реформи літургійного календаря воно було пересунуте на останню неділю перед початком Адвенту. У громадах католиків-традиціоналістів зберігається святкування в останню неділю жовтня.

## Дати свята
- 2024 — 24 листопада
- 2025 — 23 листопада

## Богослужіння
Колектив свята:
|  | Всемогутній, вічний Боже, який побажав все оновити в улюбленому Сині Твоєму, Цар Всесвіту, вчини, щоб кожне творіння, позбавлене від рабства гріха, завжди служило величі Твоєму і невпинно дякуємо Тобі. Через Господа нашого Ісуса Христа, Сина Твого, який з Тобою живе і царює в єдності Святого Духа. Бог, на віки віків. |